# Ermanno
Ermanno  (mort vers 1170) est un cardinal du XIIe siècle.  
Le pape Alexandre III le crée cardinal lors du consistoire du 15 décembre 1165.